# LuaTeX
LuaTeX és un sistema de composició tipogràfica que empra Lua com a llenguatge d'script incrustat. LuaTeX és considerat com el successor de pdfTeX. La codificació d'entrada per defecte és UTF-8 d'Unicode. LuaTeX és capaç d'utilitzar fonts tipogràfiques com OpenType i TrueType tant per a text com per als conjunts matemàtics, els desenvolupadors poden construir solucions avançades per a la composició tipogràfica multilingüe (també la no llatina).
L'objectiu principal del projecte és proporcionar una versió de TeX on les característiques internes siguin accessibles des del llenguatge de programació Lua. En el procés d'extensió de codi a TeX s'ha de reescriure gran part del codi intern. Amb LuaTeX, els usuaris i els desenvolupadors de paquets, poden escriure les pròpies ampliacions en comptes de reescriure les funcions en codi TeX pur. LuaTeX ofereix suport per a fonts tipogràfiques OpenType amb mòduls externs. Un d'ells, escrit en Lua, és proporcionat per l'equip de LuaTeX, però el suport als scripts complexos és limitat; hi ha un treball en curs des del 2019 per a integrar HarfBuzz.